# Каргиев, Эльбрус Каникоевич
Э́льбрус Канико́евич Каргиев (осет. Эльбрус Къарджиаты; 22 августа 1944, Дзауджикау — 11 января 2020, Москва) — российский дипломат. Чрезвычайный и полномочный посол Российской Федерации в Южной Осетии (2008—2017). Чрезвычайный и полномочный посланник 1 класса (2011).

## Биография
В 1966 году окончил Северо-Кавказский горно-металлургический институт. В 1987 году окончил Академию общественных наук при ЦК КПСС. На протяжении многих лет успешно занимался научной и преподавательской деятельностью, был преподавателем, затем заместителем декана, деканом, проректором по учебной работе Северо-Кавказского горно-металлургического института. Кандидат технических наук, доцент. Владел турецким, французским и немецским языками.
В 1983—1988 годах — заведующий отделом науки и учебных заведений Северо-Осетинского обкома КПСС.
С 1988 по 1990 год — министр народного образования Северо-Осетинской АССР, с 1990 по 1993 год — заместитель председателя Совета министров Северной Осетии.
С 1994 года на дипломатической службе в МИД России.
- В 1994—1997 годах — советник Посольства России в Туркменистане.
- В 1997—2000 годах — первый секретарь, советник Посольства России в Турции.
- С марта 2001 по 2003 год — начальник отдела Департамента МИД России по связям с субъектами Федерации, парламентом и общественными организациями.
- В 2003—2004 годах — генеральный консул Российской Федерации в Трабзоне, (Турция).
- В 2004—2007 годах — советник-посланник Посольства Российской Федерации в Турции.
- С сентября 2007 по октябрь 2008 года — главный советник Четвёртого департамента стран СНГ МИД России.
- С октября 2008 по май 2017 года — чрезвычайный и полномочный посол Российской Федерации в Южной Осетии. В мае 2017 года ушёл в отставку[2].

Скончался 11 января 2020 года в Москве, 15 января похоронен во Владикавказе.

## Награды
- Орден Почёта (25 сентября 2017) — за большой вклад в реализацию внешнеполитического курса Российской Федерации[3]
- Орден Дружбы (7 сентября 2011) — за большой вклад в реализацию внешнеполитического курса Российской Федерации[4].
- Орден Дружбы (Южная Осетия, 2014) — за многолетнюю плодотворную дипломатическую деятельность, большой личный вклад в укрепление отношений дружбы и сотрудничества между народами Южной Осетии и России, а также в связи с 70-летием со дня рождения[5]
- Медаль «За доблестный труд. В ознаменование 100-летия со дня рождения В. И. Ленина»
- Медаль «Подвижнику просвещения»
- Медаль «За взаимодействие с ФСБ России»
- Медаль «Во славу Осетии» Республики (Северная Осетия-Алания)
- Почётный знак «200 лет МИД России»
- Почётный знак «Консульская служба России — 200 лет»
- Почётный знак Минобороны России «За службу на Кавказе»
- Почётный знак «Во славу Отечества» Правительственной Комиссии Российской Федерации по делам соотечественников
- Почётный знак «XV лет Совету Федерации»
- Почётная грамота Совета Федерации Федерального Собрания России
- Почётная грамота Центральной Избирательной Комиссии России
- Медаль «20 лет независимости Южной Осетии» (Южная Осетия)
- Медаль «За боевое содружество» (Южная Осетия)
- Медаль «10 лет Пограничной Службе Республики Южная Осетия» (Южная Осетия)
- Почетная грамота Парламента Республики Южная Осетия (Южная Осетия)
- Медаль «За укрепление международного сотрудничества» Приднестровской Молдавской Республики (Приднестровская Молдавская Республика)

## Дипломатические ранги
- Чрезвычайный и полномочный посланник 1 класса (17 января 2011)[6].
- Чрезвычайный и полномочный посланник 2 класса (1 февраля 2006)[7].

## Семья
Был женат, имел троих детей.